# Classe New York
La classe New York est une série de deux cuirassés de la Marine militaire américaine mise en service en 1912.
Cinquième classe de cuirassés construite par les États-Unis au chantier naval Northrop Grumman de Newport News, composée de deux navires baptisés USS New York (BB-34) et USS Texas (BB-35), elle est la première classe à être équipée, pour son artillerie principale, de dix canons de 356 mm, en cinq tourelles doubles positionnées dans l'axe du navire.

## Conception

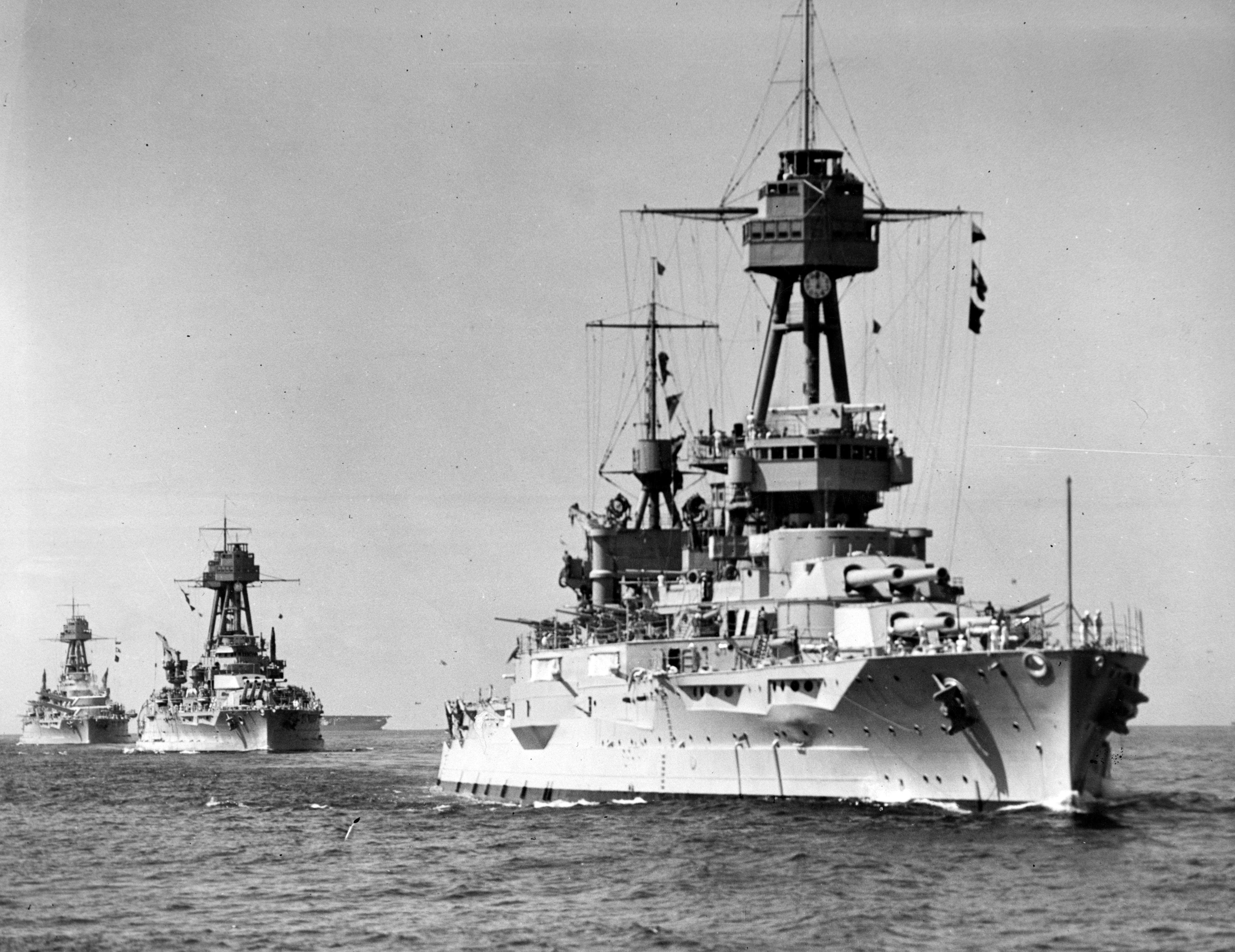
Le New York (à droite) durant un exercice en 1932

## Histoire

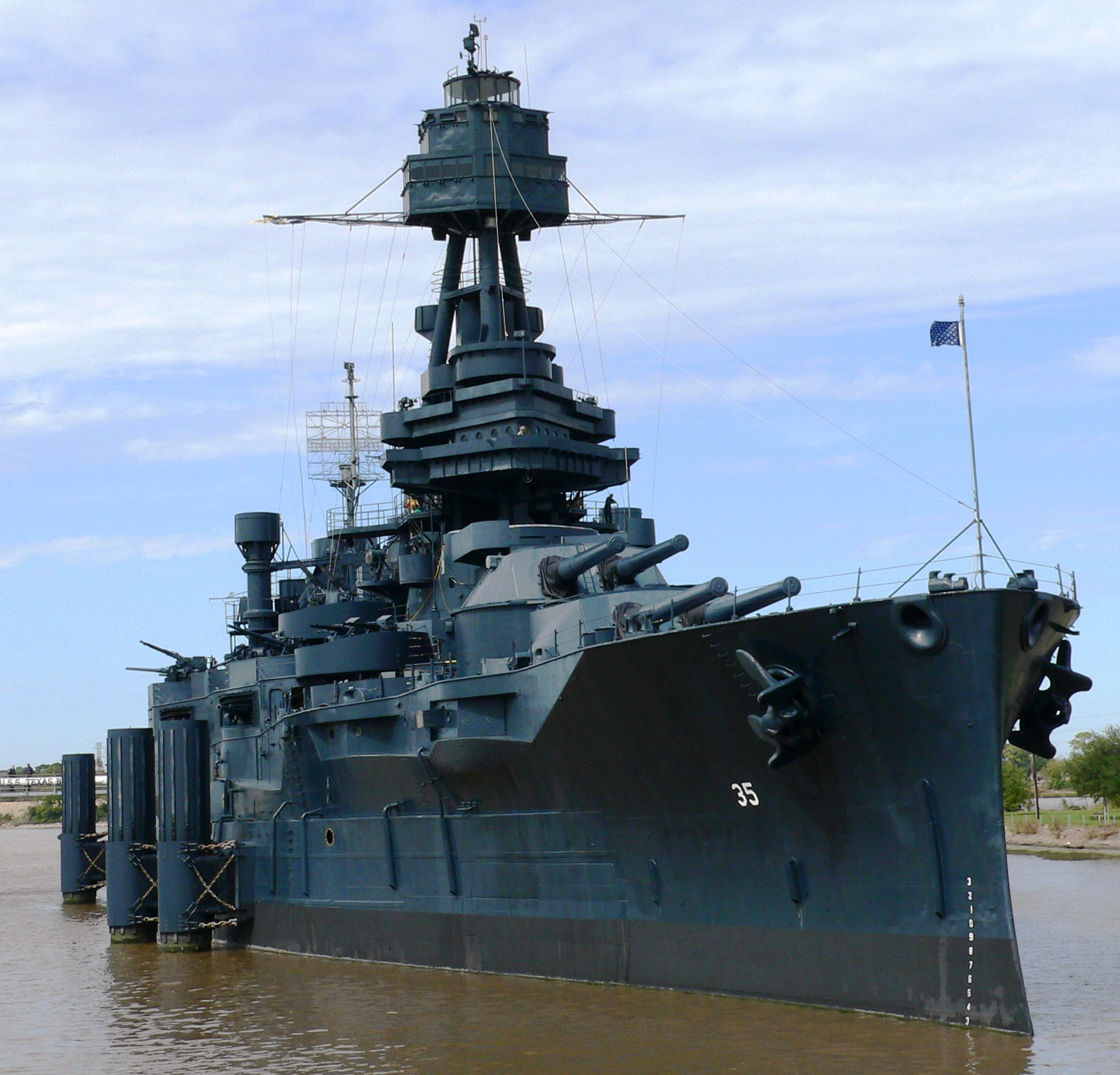
Le Texas à son mouillage permanent au San Jacinto State Park, transformé en musée.

## Liste des navires
| Nom du navire | Numéro | Chantier                  | Quille posée      | Lancement       | Mise en service | Désarmement   | Statut                                                         |
| ------------- | ------ | ------------------------- | ----------------- | --------------- | --------------- | ------------- | -------------------------------------------------------------- |
| New York      | BB-34  | Brooklyn Navy Yard        | 11 septembre 1911 | 30 octobre 1912 | 15 mai 1914     | 29 aout 1946  | Radié le 13 juillet 1948 ; coulé comme cible le 8 juillet 1948 |
| Texas         | BB-35  | Newport News Shipbuilding | 17 avril 1911     | 18 mai 1912     | 12 mars 1914    | 21 avril 1948 | Radié le 30 avril 1948 ; Navire musée                          |